# EPIC 202066537
EPIC 202066537 — двойная или кратная звезда в созвездии Близнецов на расстоянии (вычисленном из значения параллакса) приблизительно 8065 световых лет (около 2473 парсек) от Солнца. Видимая звёздная величина звезды — +14,74m.

## Характеристики
Первый компонент (Gaia DR3 3364627558065966848) — жёлто-белая звезда спектрального класса F. Радиус — около 1,89 солнечного. Эффективная температура — около 7189 K.
Второй компонент (Gaia DR3 3364627562364388352) — жёлто-белая звезда спектрального класса F. Эффективная температура — около 6434 K.

## Планетная система
В 2016 году командой астрономов, работающих с фотометрическими данными в рамках проекта Kepler-K2, было объявлено об открытии кандидата в планеты EPIC 202066537.01.